# Biosfeerreservaat Chakasski
Biosfeerreservaat Chakasski (Russisch: Хакасский государственный природный биосферный заповедник) is een strikt natuurreservaat gelegen in de Russische autonome republiek Chakassië. De oprichting tot zapovednik vond plaats op 4 september 1999 per besluit (№ 1004/1999) van de regering van de Russische Federatie. Het gebied is onderverdeeld in zeven steppeclusters en twee bergtaigaclusters en heeft een gezamenlijke oppervlakte van 2.675,58 km². Sinds 14 juli 2017 valt het gebied onder het Mens- en Biosfeerprogramma (MAB) van UNESCO.

## Deelgebieden
Biosfeerreservaat Chakasski bestaat uit negen deelgebieden. Deze zijn onderverdeeld in zeven steppeclusters en twee bergtaigaclusters. Meer dan 80% van het reservaat wordt bedekt door bergtaiga.

### Bergtaigagroep
De volgende twee gebieden maken deel uit van de bergtaigagroep en liggen beide in de Westelijke Sajan:
- Kleine Abakan (Малый Абакан) - Heeft een oppervlakte 978,29 km².[4] Ligt tussen de rivieren Kleine Abakan en Karasoema.[1]
- Zaimka Lykovych (Заимка Лыковых) - Heeft een oppervlakte van 1.424,41 km².[4] Ligt in het zuidelijkste deel van de autonome republiek Chakassië, aan de bovenloop van de Grote Abakan in de bergketens Abakan en Sjapsjal. Zaimka Lykovych grenst aan Biosfeerreservaat Altajski. Dit deelgebied behoort sinds 2001 tot Chakasski.[1]

### Steppegroep
De volgende zeven gebieden maken deel uit van de steppegroep en zijn gelegen in de Minoesinskdepressie:
- Beljomeer (Озеро Белё) - Heeft een oppervlakte van 52,85 km².[4] Omvat delen van het Beljomeer en de heuvelachtige gebieden eromheen.[1]
- Chol-Bogaz (Хол-Богаз) - Heeft een oppervlakte van 24,99 km².[4] Ligt in het zuidoosten van de Koeznetskse Alataoe.[1]
- Itkoelmeer (Озеро Иткуль) - Heeft een oppervlakte van 55,47 km².[4] Omvat het gehele Itkoelmeer en de heuvels eromheen.[1]
- Kamyzjakskajasteppe en Oloeg-Kolmeer (Камызякская степь с озером Улуг-Коль) - Heeft een oppervlakte van 47,89 km².[4] Omvat het Oeloeg-Kolmeer en het steppegebied aan de voet van de Koeznetskse Alataoe.[1] Oeloeg-Kol is aangewezen als internationaal belangrijk gebied voor vogels (IBA).[5]
- Oglachty (Оглахты) - Heeft een oppervlakte van 25,9 km².[4] Omvat twee gebieden aan de linkeroever van de Jenisej.[1]
- Podzaploty (Подзаплоты) - Heeft een oppervlakte van 51,81 km².[4] Is gelegen in een bekken tussen de Zwarte Ljoesa en Witte Ljoesa. Bestaat qua biotopen uit steppe, bossteppe en moeraslanden.[1]
- Sjirameer (Озеро Шира) - Heeft een oppervlakte van 13,97 km².[4] Omvat de oevers ten zuiden en zuidoosten van het Sjirameer en de benedenloop van de rivier Son.[1]

## Dierenwereld
Het zuiden van deelgebied Kleine Abakan wordt met regelmaat bezocht door de Siberische steenbok (Capra sibirica) en altai-argali (Ovis ammon ammon). In het verleden was dit gebied onderdeel van het verspreidingsgebied van de Aziatische wilde hond (Cuon alpinus). Ook werden er waarnemingen van de soort geclaimd in Chakasski, maar de IUCN registreert in de afgelopen 30 jaar geen bewezen gevallen van deze soort in Centraal-Azië (inclusief Rusland). Andere opmerkelijke zoogdieren in de bergtaigaclusters zijn de bruine beer (Ursus arctos), sabelmarter (Martes zibellina), Euraziatische lynx (Lynx lynx), Siberische ree (Capreolus pygargus), Siberisch muskushert (Moschus moschiferus), eland (Alces alces) en Siberische wapiti (Cervus canadensis sibiricus).
In deze gebieden kunnen ook veel vogelsoorten waargenomen worden die karakteristiek zijn voor de Siberische boreale taiga, zoals het auerhoen (Tetrao urogallus), hazelhoen (Tetrastes bonasia), goudlijster (Zoothera aurea), Pallas' boszanger (Phylloscopus proregulus), Raddes boszanger (Phylloscopus schwarzi), blauwe nachtegaal (Larvivora cyane) en snornachtegaal (Larvivora sibilans).
In de steppegebieden is de soortsamenstelling sterk verschillend van die in de bergtaigaclusters. Zo zijn bijvoorbeeld de baardpatrijs (Perdix dauurica), grote pieper (Anthus richardi), izabeltapuit (Oenanthe isabellina), strandleeuwerik (Eremophila alpestris) en weidegors (Emberiza cioides) algemene broedvogels. Ook in moerassige gebieden zijn veel vogels te verwachten. Enkele voorbeelden hiervan zijn de jufferkraanvogel (Anthropoides virgo), kwartelkoning (Crex crex), poelsnip (Gallinago media), struikrietzanger (Acrocephalus dumetorum) en roodmus (Carpodacus erythrinus). In verlaten steppegebieden broedt ook het zeldzame steppehoen (Syrrhaptes paradoxus). Zoogdieren in de steppegebieden zijn bijvoorbeeld de steppelemming (Lagurus lagurus), langstaartgrondeekhoorn (Spermophilus undulatus) en steppebunzing (Mustela eversmanni).

## Afbeeldingen

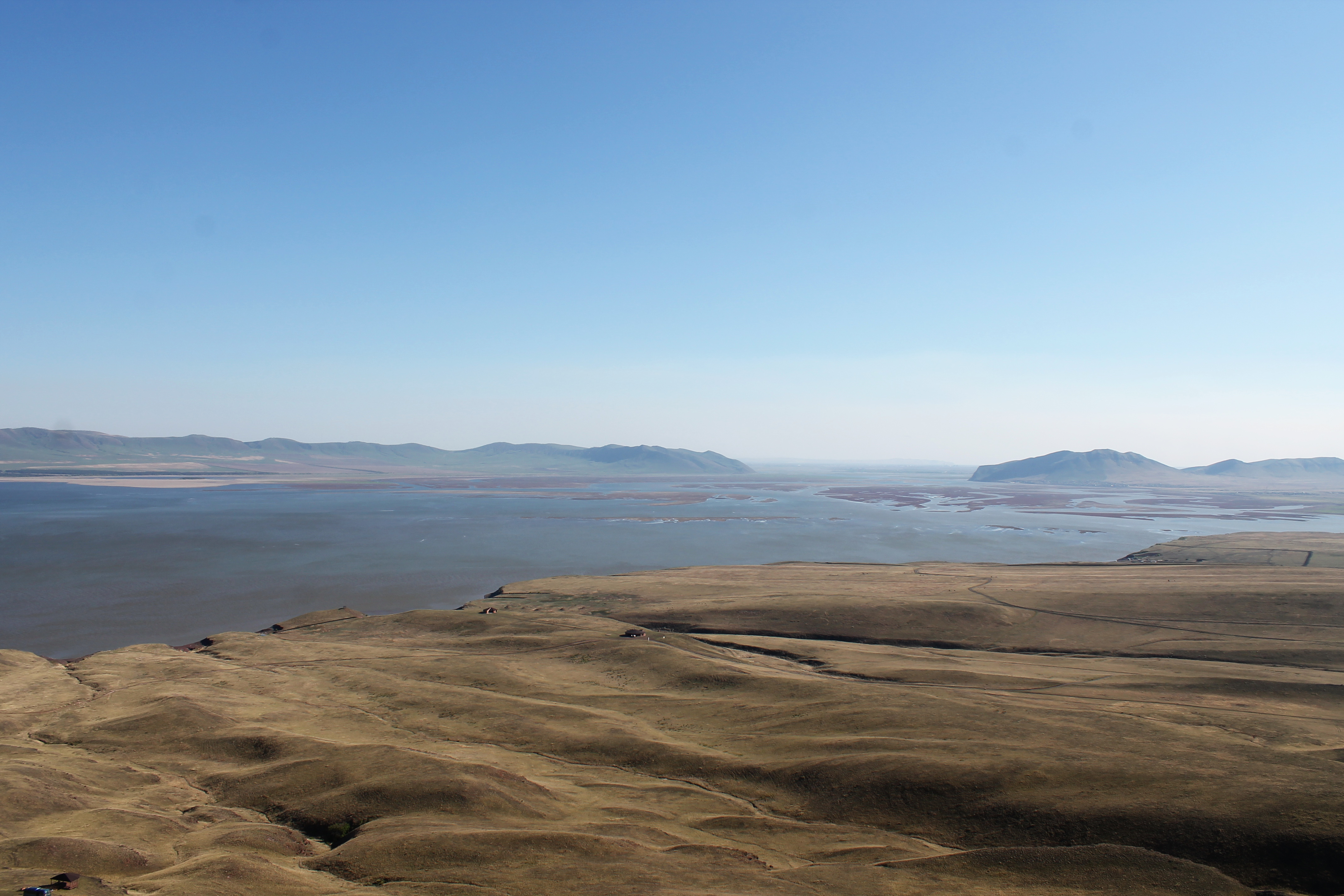
Uitzicht op de Jenisej vanuit deelgebied Oglachty.
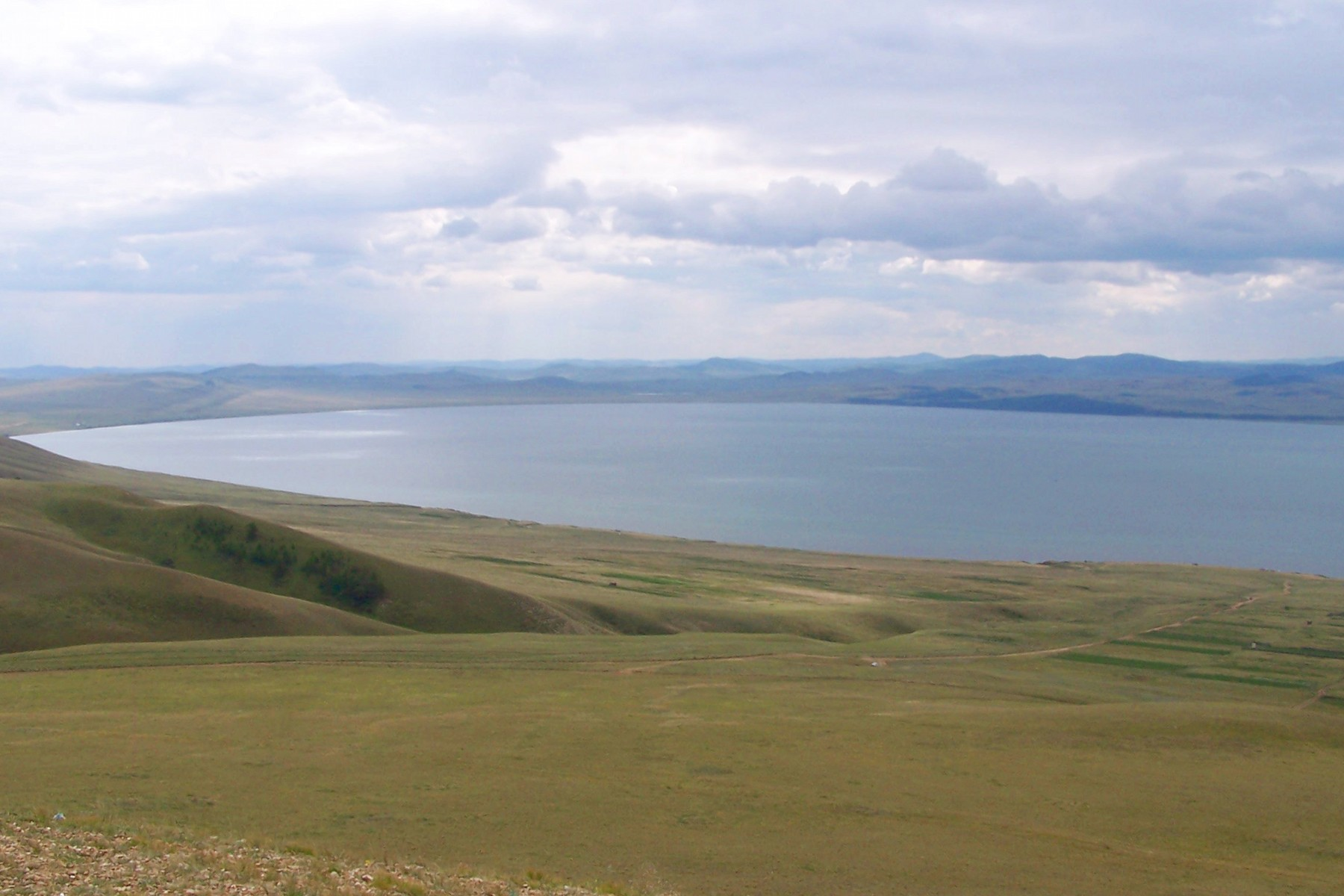
Uitzicht op het Itkoelmeer.
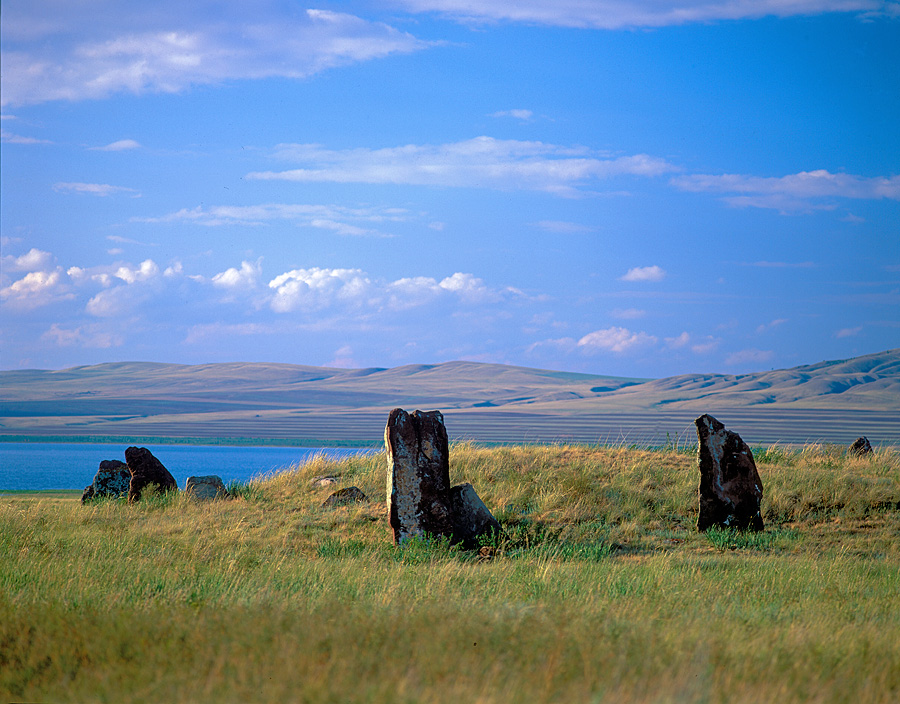
Eeuwenoude grafstenen van de Karasoekcultuur in de steppen van de Minoesinskdepressie.